# Chinese vlagdolfijn
De Chinese vlagdolfijn of baiji (Lipotes vexillifer) is een walvisachtige. Hij komt enkel voor in de Yangtze, een rivier die door China stroomt. Het is de enige soort uit het geslacht Lipotes. De soort is pas in 1918 wetenschappelijk beschreven. Hoewel er in het midden van de 20e eeuw nog een populatie van enkele duizenden individuen was, nam het aantal daarna snel af. In 2006 werd de soort verklaard te zijn uitgestorven.

## Kenmerken
De Chinese vlagdolfijn is een gedrongen rivierdolfijn, met een bol voorhoofd en een lichtelijk omhoog gebogen snuit. De ogen zijn klein en slecht ontwikkeld en bevinden zich hoog in de kop. De soort heeft een kleine, driehoekige rugvin, korte, brede flippers en een brede staart, die spits is aan de uiteinden. In de boven- en onderkaak staan 30 tot 35 paar wigvormige tanden. De vlagdolfijn is blauwig grijs van kleur, met een witte buikzijde. Vrouwtjes worden groter dan mannetjes. Vrouwtjes zijn gemiddeld 240 centimeter lang en 160 kilogram zwaar, mannetjes 220 centimeter lang en 125 kilogram zwaar.

## Taxonomie
De Chinese vlagdolfijn is voor het eerst geldig wetenschappelijk geschreven door Gerrit Smith Miller jr. in 1918 en hij noemde deze Lipotes vexillifer. Geen andere wetenschappelijke namen zijn bekend. De soort wordt ingedeeld bij de orde Evenhoevigen, infraorde Walvisachtigen, parvorde Tandwalvissen, familie Lipotidae, geslacht Lipotes. De Chinese vlagdolfijn was de laatste vertegenwoordiger van de familie en het geslacht.

## Leefwijze
De vlagdolfijn is een schuw dier en leeft solitair of in kleine groepjes van 2 tot 6 individuen. Ze jagen voornamelijk op meervallen en andere vissoorten.

## Bedreiging
De Chinese vlagdolfijn komt enkel voor in het zeer troebele water van de Yangtze. Bij zijn ontdekking in 1918 kwam de soort nog vrij algemeen voor langs de gehele rivier, alsmede enkele zijtakken. Vanaf de "Grote Sprong Voorwaarts" in 1958 werd er intensief op de soort gejaagd voor het vlees, de huid en de olie. Later werd de soort streng beschermd. Toch raakten Chinese vlagdolfijnen regelmatig verstrikt in vissersnetten en in aanvaring met motorbootjes. Ook werd er soms op de soort gejaagd door plaatselijke vissers, die het dier als voedselconcurrent zien. Een andere belangrijke bedreiging voor de soort was de aanleg van de Drieklovendam. Die vormde een belemmering voor de doorgang voor de dolfijnen. Ook veroorzaakt de toename van scheepsverkeer problemen voor de soort.
Bij een telling in 1997 werden slechts 13 dieren waargenomen, en de kans werd groot geacht dat de soort binnen niet al te lange tijd zou uitsterven. Bij een laatste telling in de zomer van 2006 is het dier niet meer waargenomen. Wetenschappers maakten op 14 december 2006 bekend dat de Chinese vlagdolfijn waarschijnlijk uitgestorven is. Een artikel in Biology Letters (augustus 2007) bevestigde dit.
Het Chinese persbureau Xinhua meldde echter op 29 augustus 2007 dat in de Yangtze een Chinese vlagdolfijn is gezien. Een bewoner van de provincie Anhui filmde de dolfijn op 19 augustus met een digitale camera. Het Instituut van Hydrobiologie bevestigde later dat het om een Chinese vlagdolfijn ging.
In 2012 vonden wetenschappers tijdens een onderzoek op de rivier opnieuw geen sporen van de Chinese vlagdolfijn, wat nog meer doet vermoeden dat de soort is uitgestorven.